# Luka (Ston)
Luka falu Horvátországban, Dubrovnik-Neretva megyében. Közigazgatásilag Stonhoz tartozik.

## Fekvése
Dubrovnik városától légvonalban 41, közúton 58 km-re északnyugatra, községközpontjától légvonalban 3, közúton 4 km-re északnyugatra, a Pelješac-félsziget délkeleti részén, a Malostonski-csatorna partján, a kis Kulina-félsziget délkeleti oldalán fekszik.

## Története
A 14. században a Pelješac-félsziget a Raguzai Köztársaság része lett, mely 1333-ban vásárolta meg Kotromanić István bosnyák bántól. Ezután egészen a  18. század végéig a Raguzai Köztársasághoz tartozott. 1806-ban a térség a Raguzai Köztársaságot legyőző franciák uralma alá került, de Napóleon bukása után 1815-ben a berlini kongresszus a Habsburgoknak ítélte. A településnek 1880-ban 160, 1910-ben 233 lakosa volt. 1918-ban az új szerb-horvát-szlovén állam, majd később Jugoszlávia része lett. A II. világháború után lakosságának száma a kivándorlás miatt fokozatosan csökkent. 1991-től a független Horvátországhoz tartozik. 2011-ben a 153 lakosa volt. A lakosság régebben főleg halászattal és mezőgazdasággal foglalkozott, ma már főként a turizmusból él.

## Népesség
| Lakosság változása | Lakosság változása | Lakosság változása | Lakosság változása | Lakosság változása | Lakosság változása | Lakosság változása | Lakosság változása | Lakosság változása | Lakosság változása | Lakosság változása | Lakosság változása | Lakosság változása | Lakosság változása | Lakosság változása | Lakosság változása |
| ------------------ | ------------------ | ------------------ | ------------------ | ------------------ | ------------------ | ------------------ | ------------------ | ------------------ | ------------------ | ------------------ | ------------------ | ------------------ | ------------------ | ------------------ | ------------------ |
| 1857               | 1869               | 1880               | 1890               | 1900               | 1910               | 1921               | 1931               | 1948               | 1953               | 1961               | 1971               | 1981               | 1991               | 2001               | 2011               |
| 0                  | 0                  | 160                | 186                | 218                | 233                | 209                | 220                | 242                | 238                | 221                | 200                | 182                | 159                | 161                | 153                |

(1857-ben és 1869-ben lakosságát Hodiljéhez számították.)

## Nevezetességei
- Szent Vid tiszteletére szentelt temploma a 16. században épült, mellette található a falu temetője.
- Rusan településrész Kisboldogasszony temploma ugyancsak 16. századi.

## Gazdaság
A lakosság fő bevételi forrása a turizmus mellett a halászat és a mezőgazdaság.